# Clavofabellina uralensis
Clavofabellina uralensis (лат.) — вид вымерших ракообразных из семейства Clavofabellinidae класса ракушковых. Жили во времена лохковского века девонского периода. Вид был описан Зенковой Галиной Георгиевной в 1975 году. Голотипом была назначена раковина самки, экземпляр 21/1057, обнаруженная с ещё несколькими экземплярами предположительно относящимися к данному виду в Нижнесергинском районе Сведловской области. . Были мелкими малоподвижными бентосными ракообразными, обитавшими на поверхности грунта.